# All Because of You
All Because of You is een nummer van het album How to Dismantle an Atomic Bomb van de Ierse band U2.

## Achtergrondinformatie
In hun jonge jaren droomden de mannen van U2 ervan om te spelen in grote steden als New York en Londen. Ze vonden dat als het hen zou lukken om daar op te treden; ze het gemaakt hadden in de muziek. "All Because of You" gaat over hoe die opwinding met de tijd vervaagde toen het voor de band routine werd om zalen in New York uit te verkopen.
Het nummer werd samen met het nummer  A Man and a Woman als single uitgebracht in oktober 2005.
In de videoclip is U2 op een truck te zien die door de straten van New York rijdt ter promotie van het album.
Bono · The Edge · Adam Clayton · Larry Mullen jr.